# Fres Oquendo
Fres Oquendo (ur. 1 kwietnia 1973 w San Juan) – portorykański bokser wagi ciężkiej.

## Kariera sportowa
Rozpoczął swoją zawodową karierę w 1997. Wygrał swoje pierwsze 22 walki, pokonując takich zawodników jak Bert Cooper, Clifford Etienne (Amerykanin był 7 razy liczony zanim został znokautowany w 8 rundzie) i Obed Sullivan.
W kwietniu 2002 doznał pierwszej porażki, przegrywając przez techniczny nokaut w dziewiątej rundzie z pochodzącym z Samoa Davidem Tua.
Po dwóch następnych zwycięskich walkach Oquendo stanął przed szansą zdobycia tytułu mistrza świata organizacji IBF. 20 września 2003 zmierzył się z Chrisem Byrdem. Byrd zwyciężył na punkty, chociaż walka miała wyrównany przebieg.
Mimo porażki z Byrdem, stawką w jego następnej walce był ponownie tytuł mistrza świata – tym razem organizacji WBA. Zmierzył się w niej z Johnem Ruizem, z którym przegrał przez techniczny nokaut w 11 rundzie.
Po tej walce Oquendo przez dwa lata nie boksował. Powrócił w lutym 2006, pokonując Daniela Bispo, a trzy miesiące później Javiera Morę. 10 listopada 2006 przegrał na punkty dwunastorundowy pojedynek z próbującym powrócić do ścisłej czołówki bokserów w kategorii ciężkiej, 44-letnim Evanderem Holyfieldem.
W 2007 stoczył dwie walki. 2 maja w Miami wygrał przez techniczny nokaut w czwartej rundzie z 26-letnim Kubańczykiem Damianem Norrisem, a 20 lipca pokonał na punkty Eliesera Castillo. W marcu 2008 znokautował w trzeciej rundzie Dominique Alexandra, natomiast 13 grudnia tego samego roku po wyrównanej walce przegrał niejednogłośną decyzją sędziów na punkty z Jamesem Toneyem. Oquendo w ósmej rundzie został ukarany odjęciem jednego punktu za ciosy poniżej pasa. To zdarzenie kosztowało go utratę remisu.
W czerwcu 2009 pokonał w trzeciej rundzie Marka Borwna, a miesiąc później znokautował w rundzie dziewiątej byłego mistrza świata WBA, 42-letniego Bruce'a Seldona. 20 lutego 2010 pokonał Demetrice'a Kinga. Walka została przerwana, ponieważ Amerykanin nie był w stanie wyjść do wali po przerwie między dziewiątą i dziesiątą rundą.
6 maja 2010 przegrał na punkty po wyrównanej walce z Jeanem-Markiem Mormeckiem, byłym mistrzem świata w kategorii junior ciężkiej. Sędziowie punktowali w stosunku 96–95 (dwukrotnie) i 96–94 na korzyść Francuza.